# Линденау, Карл Генрих Август фон
граф Карл Генрих Август фон Линденау (нем. Carl Heinrich August von Lindenau; 21 февраля 1755, Махерн, Лейпциг — 11 августа 1842, Bahrensdorf, Бранденбург) — прусский военачальник и обер-шталмейстер (главный конюший), эксперт и организатор в сфере ориентированных на военные нужды коневодства и ветеринарии, участник Наполеоновских войн, генерал-лейтенант (1817).

## Биография
Родился в 1755 году в Махерне, Курфюршество Саксония. Его отцом был граф Генрих Готлиб фон Линденау (1723–1789), саксонский обер-шталмейстер, александровский кавалер (1769).
Провёл юность в Дрездене, столице Саксонии, где поступил на службу и стал камергером (почётная придворная должность, не путать с камердинером) и офицером саксонского Лейб-гренадерского полка. В 1786 году, в 30 с небольшим, граф Линденау перешёл на прусскую службу. Он имел репутацию хорошего наездника и охотника, многому научился от своего отца, разбирался даже в ветеринарии, чему специально обучался в Ветеринарной школе в Дрездене, поэтому в Пруссии ему сразу же было поручено конюшенное ведомство, в том числе управление королевскими конными заводами. Линденау провёл важные реформы в сфере коневодства в Пруссии: выбраковал значительную часть прежних жеребцов-производителей (на отдельных заводах — до 70%), стал строго сортировать лошадей по мастям. Поскольку коневодство в ту эпоху имело важное практическое значение, так как лошади с королевских конных заводов использовались для комплектования кавалерии, заслуги Линденау ценились в стране высоко. Линденау также основал Ветеринарную школу в Берлине по образцу дрезденской, предназначенную для подготовки ветеринаров армейской кавалерии. 
Во время Войны первой коалиции против революционной Франции, Линденау в 1792 году участвовал в боевых действиях и был награждён орденом «Pour le Mérite». Затем принимал участие в разделах Польши. В 1796 году он вышел в отставку с военной службы в чине полковника, но остался главным конюшим Пруссии. После катастрофического поражения, нанесённого Пруссии в 1806 году Наполеоном, Линденау был одним из многих, кого общественное мнение винило в этом поражении. В 1808 году он был вынужден участвовать в новой реорганизации конных заводов, которая разрушила использованные им принципы. 
В 1813 году, когда Пруссия при поддержке России вновь объявила войну Наполеону и был сформирован ландвер по образцу русского народного ополчения, Линденау вернулся на службу и стал одним из командиров ландвера, где был произведён в генерал-майоры. За участие в боях 1813—14 годов в союзе с Россией был награждён русским орденом Святой Анны 1 степени (21 февраля 1814). После окончания войны некоторое время продолжал службу. В 1815 году был назначен инспектором ландвера во франкфуртском административном округе и в 1817 году был произведён в генерал-лейтенанты.
В 1820 году генерал-лейтенант Линденау окончательно вышел в отставку. Ещё в 1802 году он продал своё наследственное поместье Махерн в Саксонии, где ранее успел устроить пейзажный парк, и приобрёл взамен поместье в Пруссии (а затем и второе). В отставке проживал в своих поместьях.
Скончался в глубокой старости в 1842 году.

## Награды
Королевства Пруссия:
- Орден Святого Иоанна Иерусалимского, рыцарь по праву (1790, Rechtsritter)[2]
- Орден «Pour le Mérite» (19 августа 1792)[3]
- Железный крест 2-го класса (1814)[4]
- Орден Красного орла 1-го класса (1815)[5]

Российской империи:
- Орден Святой Анны 1-й степени (21 февраля 1814)